# Première bataille de Porto
Pour les articles homonymes, voir Bataille de Porto.
Guerre d'Espagne (Empire)
Batailles
- Chaves
- Villafranca (1re)
- Braga
- Amarante
- Lugo
- Verín
- Porto (1re)
- Vigo
- Grijó
- Porto (2de)
- Ponte Sampaio

La bataille de Porto,  bataille d'Oporto ou bataille du Douro eut lieu le 29 mars 1809, quand les Français sous les ordres du maréchal Soult infligèrent une défaite aux Portugais sous les ordres de Lima Barreto et Vaz Parreiras, en dehors de la ville de Porto. Cette bataille s'inscrit dans la suite des tentatives napoléoniennes d'envahir le Portugal et l'Espagne.

## Les forces en présence
Les Anglais tenaient à cette ville car elle stockait l'ensemble du vin portugais à destination de la Grande-Bretagne.
Cette ville, à cette époque était aussi la deuxième plus grande du Portugal. Étant située au bord de la côte, sa capture constitue donc une phase importante de cette seconde invasion française du Portugal.
L'armée française sous les ordres du maréchal Soult étaient composée de quatre divisions d'infanterie.
La première était commandée par le général Pierre Hugues Victoire Merle (elle-même subdivisée en sept bataillons ; 4 provenant du 2e régiment d'infanterie légère, du 4e de ligne et du 15e de ligne ; 3 du 36e de ligne).
La deuxième était commandée par le général Julien Augustin Joseph Mermet (elle-même subdivisée en 5 bataillons ; 4 provenant du 31e régiment d'infanterie légère, du 47e et du 122e de ligne ; 1 provenant du 3e, du 4e et du 5e régiment suisse[réf. souhaitée]).
La troisième était commandée par le général Étienne Heudelet de Bierre (elle-même subdivisée en 3 bataillons ; 2 provenant du 22e régiment d'infanterie de ligne et du 66e ; 1 du 15e régiment d'infanterie légère, du 32e, du 82e de ligne, de la Légion du Midi, de la garde parisienne et de la Légion hanovrienne)
La quatrième était commandée par le général Henri François Delaborde (elle-même subdivisée en 3 bataillons du 17e régiment d'infanterie légère, 70e et 86e Ligne).
Le général Jean-Baptiste Francesqui dirige deux divisions de cavalerie composées du 1er régiment de hussards, des 8e et 22e régiments de dragons et des chasseurs hanovriens ainsi que la troisième division du général Armand Lebrun de La Houssaye composée du 17e, 18e, 19e et 27e régiments de dragons et la quatrième du général Jean Thomas Guillaume Lorge composée du 13e, 15e, 22e et 25e de régiments de dragons.
En tout, Soult dispose de 21 500 hommes dont 3 100 cavaliers.

## Déroulement de la bataille

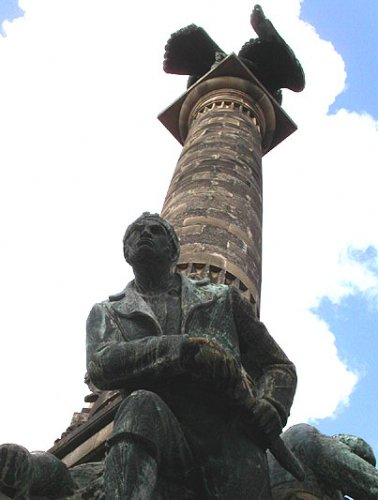
Colonne en souvenir de la bataille de Porto.

Après avoir été refoulées une première fois du Portugal par l'armée anglaise du futur duc de Wellington, venu prêter main-forte aux Portugais, les troupes françaises de Napoléon commandées cette fois par Soult tentent une seconde invasion.
Entretemps, les Portugais ont pu réorganiser leur armée en demandant l'aide des Anglais : William Beresford est nommé généralissime des armées portugaises. L'armée portugaise se composait de troupes régulières et de miliciens. Elle était deux fois supérieure en nombre à l'armée française du Portugal.
Après avoir vainement tenté d'entrer par le Minho, les 23 000 hommes de Soult tentent une percée par la région de Tras-os-Montes. Malgré une forte résistance, Soult prend la ville de Chaves (prise de Chaves), puis Braga à la bataille de Braga avant d'arriver devant Porto le 26 mars 1809.
Les phases décisives de la bataille se déroulent le 29.
Le commandement portugais par manque d'expérience commet l'erreur d'établir ses troupes dans de longs retranchements. Les Portugais ne purent jamais profiter de leur supériorité numérique. Le maréchal Soult, de son côté, bien plus expérimenté, avait fait ses preuves lors des campagnes en Europe. S'apercevant que les Portugais avaient commis l'erreur de trop diviser leurs forces, par une ligne de retranchement trop longue, le maréchal Soult fit attaquer un point déterminé de la ligne portugaise avec une masse de troupes françaises. C'est la division du général Henri-François Delaborde qui est chargée de cette phase de l'opération : elle attaque le centre ennemi. Les 70e et 86e régiments de ligne, après avoir franchi les retranchements et les ouvrages avancés, enfoncèrent la ligne portugaise et la mirent dans une débandade complète. Dès lors, toute la ligne portugaise céda et se mit en retraite.
Soult entra dans la ville de Porto avant qu'il ne soit, lui et ses troupes, délogé de Porto par les troupes portugaises et anglaises de Wellington 

## Suites de cette bataille
Le 12 mai 1809, une offensive combinée, réunissant des forces britanniques, portugaises et espagnoles, obligera le maréchal Soult à évacuer le Portugal (voir Seconde bataille de Porto). Dès lors, les Français préparèrent une troisième invasion commandée par Masséna ; après les prises de Ciudad Rodrigo et de Almeida, elles affrontèrent les troupes anglo-portugaises lors de la bataille de Buçaco puis se confrontèrent aux lignes de Torres Vedras.

## Source
- Nicole Gotteri, Le Maréchal Soult

Lire en ligne p. 16, 17, 18, 19
- Hickock, William and York, Edward, York's Military History of the Peninsular War.
- Smith, Digby, The Napoleonic Wars Data Book Greenhill, 1998.

## Notes et références

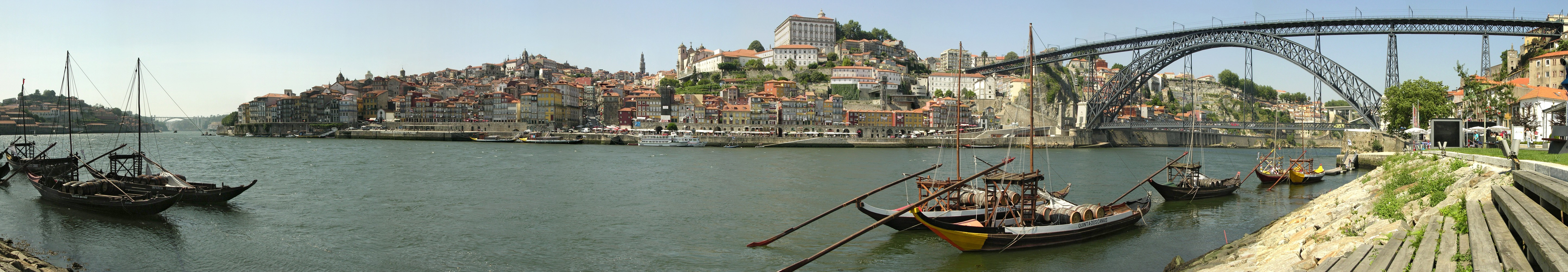
Centre historique de Porto et au premier plan la rivière Douro